# Жан-Батист Янссенс
Жан-Батист Янссенс ТІ (нід. Jean-Baptiste Janssens; 22 грудня 1889, Мехелен — 5 жовтня 1964, Рим) — бельгійський єзуїт, двадцять сьомий Генерал Товариства Ісуса.

## Життєпис
Народився в місті Мехелен (Бельгія). Навчався в школі в Гасселті, потім в Університеті Сен-Луї в Брюсселі. 23 вересня 1907 вступив на новіціат ордену єзуїтів. У 1909 році склав обіти.
Після двох років навчання в єзуїтській колегії в Левені, отримав докторський ступінь з цивільного права в Католицькому університеті Левена. Висвячений на священника 7 вересня 1919 року. З 1921 по 1923 рік вивчав канонічне право в Папському Григоріанському університеті у Римі, де отримав другий докторський ступінь, на цей раз з канонічного права.
З 1923 по 1929 рік викладав канонічне право в Левені, в 1929 році призначений ректором єзуїтської колегії. У 1938 році Янссенс став провінційним настоятелем Північної Бельгії. У 1939 році здійснював канонічну візитацію єзуїтської місії в Заїрі (тоді Бельгійське Конго).
Під час Другої світової війни та нацистської окупації Бельгії Янссенс взяв активну участь у рятуванні великої групи єврейських дітей, які були сховані в будівлях, що належали єзуїтам. Після війни удостоївся звання Праведника народів світу.

## Генерал Товариства Ісуса
Коли в 1942 році генерал Товариства Влодзімєж Ледуховський помер, генеральний вікарій єзуїтів Норберт де Буан, на якоко був пкладений обов'язок скликання Генеральної Конгрегації, не зміг цього зробити через те, що йшла війна. Фактично генеральний вікарій керував Товариством більше трьох років, а посада генерала залишалася вакантною. 29 Генеральну Конгрегацію Товариства Ісуса вдалося скликати тільки у вересні 1946 року. 15 вересня Жан-Батист Янссенс був обраний новим Генеральним настоятелем.
Товариство викупило віллу Кавалетті в Альбанських горах, яка стала новою резиденцією Генерала і місцем для відпочинку єзуїтів Риму і співробітників Григоріанського Університету. У 1949 році Янссенс написав «Інструкцію про соціальний апостолят», яка стала важливою віхою в історії єзуїтської освіти. У ній він застерігав членів Товариства від тісного союзу з капіталістами, закликаючи більше піклуватися про нужденних. Протягом усього часу свого керівництва орденом двома головними цілями Янссенса було провести оновлення і пожвавлення освіти в єзуїтських університетах та сформулювати нові цілі для соціального апостоляту в умовах другої половини XX століття. Під його керівництвом єзуїти досягли своєї найвищої чисельності в історії, 36 тисяч. Згодом число членів Товариства почало неухильно зменшуватися.
У 1957 році у зв'язку з поганим здоров'ям на його прохання був обраний Генеральний вікарій, канадієць о. Джон Свейн ТІ. У 1962 році Янссенс взяв участь в першій сесії (11 жовтня — 8 грудня 1962) Другого Ватиканського собору.
Жан-Батист Янссенс помер 5 жовтня 1964 року. Похований на римському кладовищі Кампо Верано.